# Tabernacolo dei Giustiziati

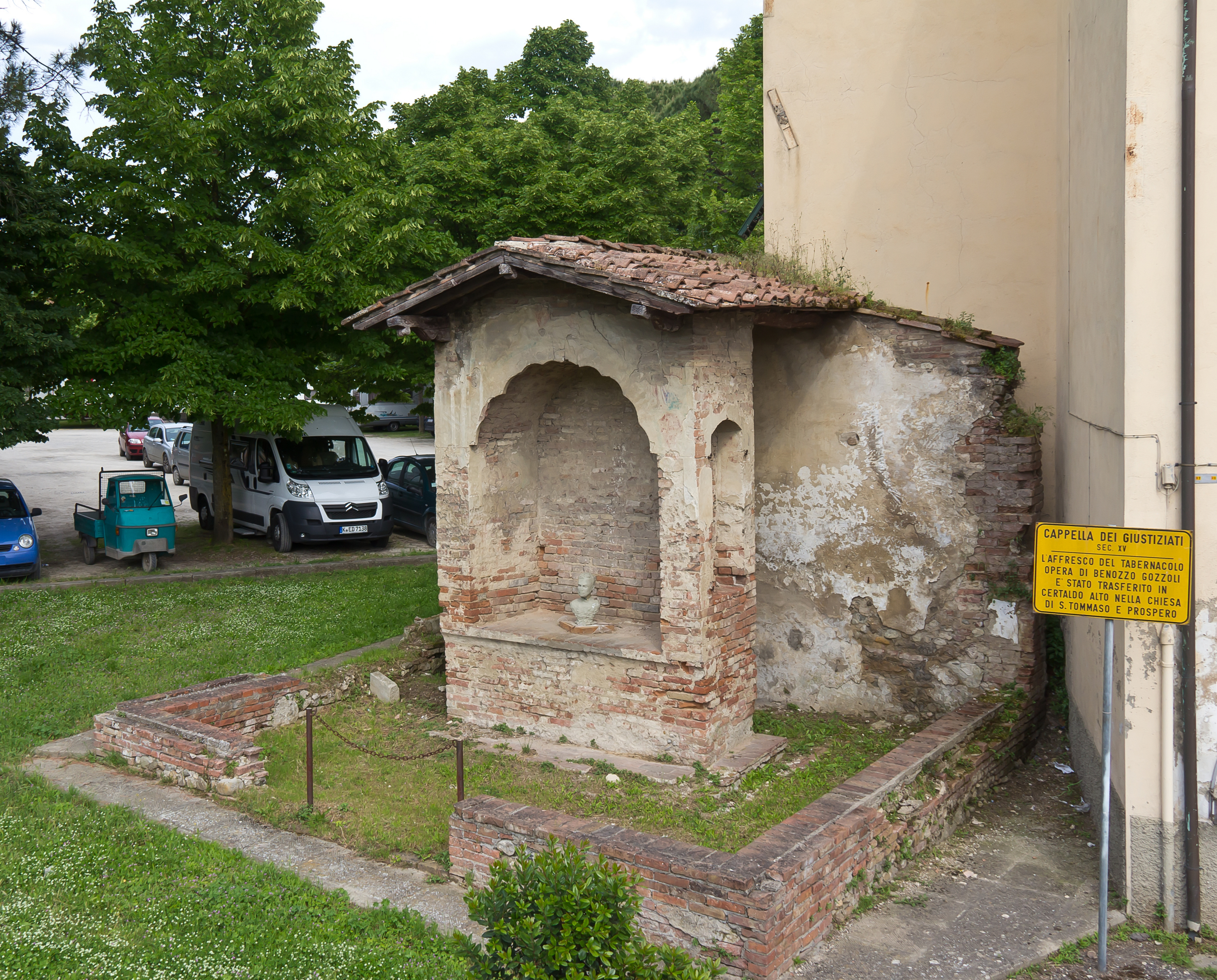
Muratura del Tabernacolo dei Giustiziati

Il Tabernacolo dei Giustiziati è un piccolo edificio in muratura sito a Certaldo, in provincia di Firenze, diocesi della medesima città.

## La struttura muraria
La struttura muraria del tabernacolo risale agli anni sessanta del Quattrocento, quando venne decorata da Benozzo Gozzoli e dalla sua bottega.
Si trattava di un tabernacolo dipinto che aveva la funzione di dare l'ultimo conforto ai condannati alla pena capitale (da qui il nome): a Certaldo dal 1415 risiedeva il Vicario, un magistrato incaricato dalla repubblica fiorentina di amministrare la giustizia in tutta la Valdelsa e la Val di Pesa. 
Il tabernacolo si trova fuori dal circuito murario medievale, lungo la via Francigena, nei pressi del torrente Agliena, che scorre alle pendici del colle sul quale sorge Certaldo Alto. 
Nel corso del XIX secolo una cappella era stata addossata al tabernacolo con la funzione di proteggere gli affreschi dalle intemperie. 
Gli affreschi furono staccati nel 1957 sono stati ricomposti nell'ex chiesa dei Santi Tommaso e Prospero in Certaldo Alto, facente parte del percorso museale del Palazzo Pretorio. 
Oggi la struttura in muratura è malridotta: tre pareti della cappella ottocentesca su quattro, furono abbattute da una maldestra manovra di un camion negli anni settanta del Novecento.

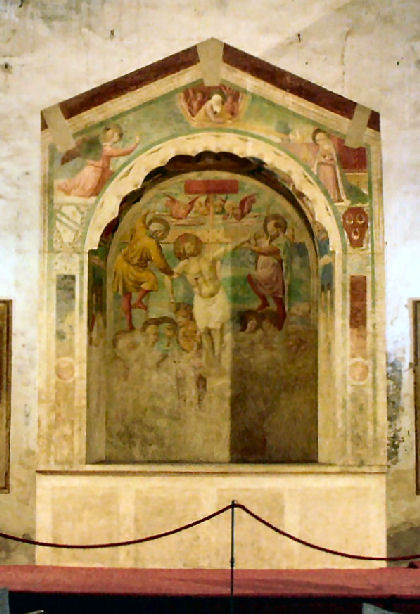
Tabernacolo dei Giustiziati, affreschi staccati

## Gli affreschi di Benozzo Gozzoli

### Esecuzione e datazione dell'opera
La realizzazione dell'opera certaldese viene solitamente ritenuta contemporanea agli affreschi delle Storie della vita di sant'Agostino nella chiesa del santo a San Gimignano ed è considerato il prototipo di tutti i tabernacoli che il Gozzoli e la sua bottega realizzeranno in seguito a Legoli, alla  Dogana, a Castelfiorentino. 
Giusto d'Andrea, figlio del pittore Andrea di Giusto, scrive nel suo Diario che l'impresa di Certaldo fu l'ultima al fianco del maestro Gozzoli: dal primo marzo 1465 prese in affitto una bottega di pittura dallo Spedale di Santa Maria Nuova a Firenze. 
Oltre a Giusto d'Andrea troviamo Pier Francesco Fiorentino, che in seguito molto lavorerà proprio a Certaldo a partire dal 1483, e Giovanni della Cecca, nipote del Beato Angelico. Giovanni fu coinvolto in un fatto increscioso: in una lettera del 1467 di Benozzo Gozzoli indirizzata a Lorenzo il Magnifico, si chiedeva l'intervento risolutore del Medici per la liberazione del collaboratore imprigionato nelle carceri del Palazzo Pretorio di Certaldo con l'accusa di aver rubato delle lenzuola in un convento, verosimilmente quello di Sant'Agostino a San Gimignano, che lungamente lo aveva ospitato. Giovanni rischiava di dover passare davanti al tabernacolo, che aveva contribuito a dipingere, ma nella veste di condannato a morte.

### Piano iconografico dell'opera
- Benozzo Gozzoli e bottega, Annunciazione, facciata principale, arco
- Benozzo Gozzoli e bottega, Deposizione dalla croce, facciata principale
- Bottega (Giusto di Andrea?), Padre Eterno benedicente ed evangelisti, sottarco
- Bottega, Santi Longino, Giovanni Battista, Jacopo e Antonio, sguanci
- Bottega, Martirio di san Sebastiano, lato sinistro
- Bottega, Crocifissione, lato destro
- Bottega (Pier Francesco Fiorentino?), Resurrezione, retro

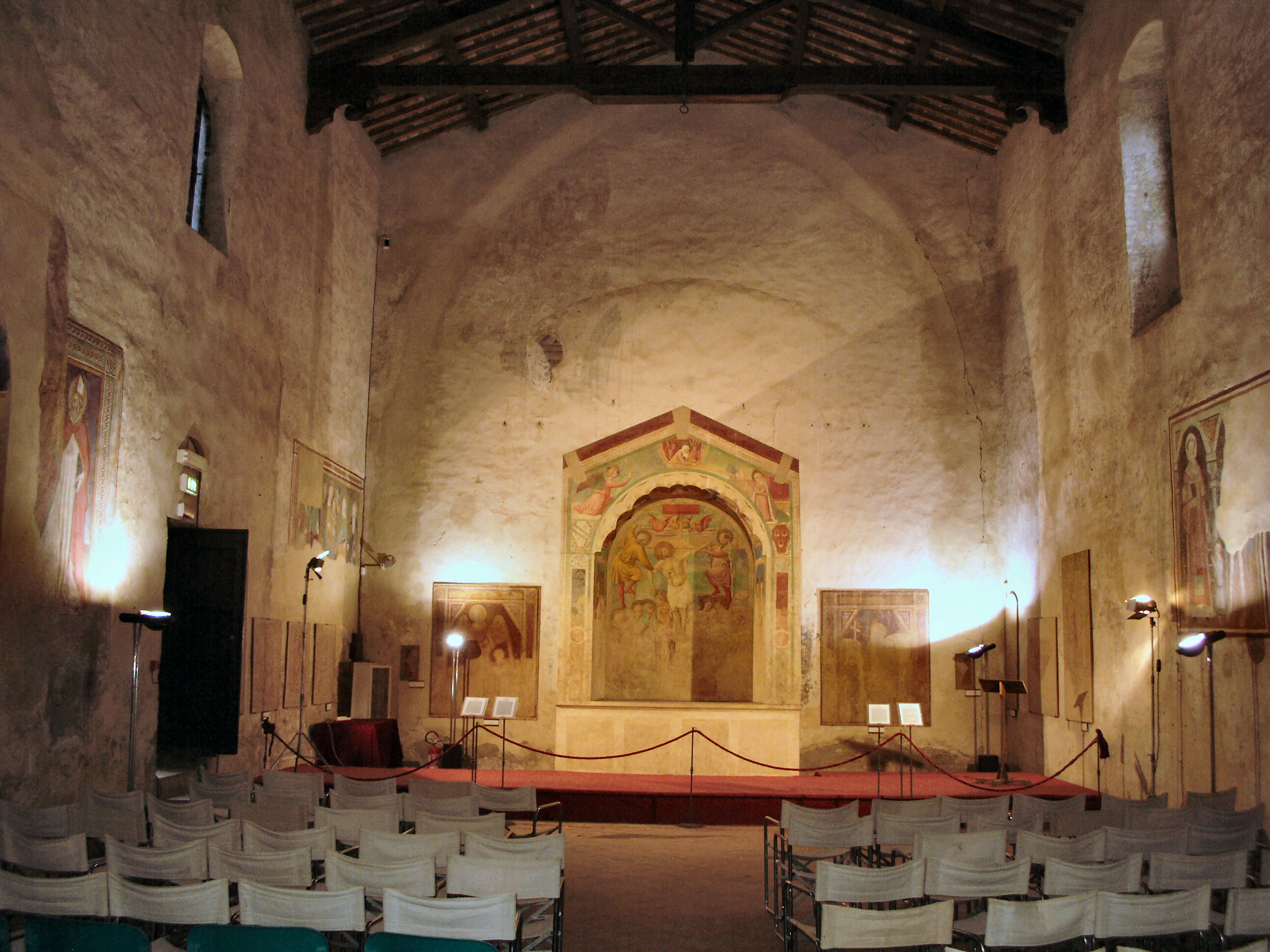
Affreschi del tabernacolo